# Heinrich Kirchner
Heinrich Kirchner (* 12. Mai 1902 in Erlangen; † 3. März 1984 in Pavolding, Gemeinde Seeon-Seebruck, im Chiemgau) war ein deutscher Bildhauer.

## Leben
Heinrich Kirchner wurde als zweiter Sohn und drittes von vier Kindern von Margarete und Michael Kirchner, Besitzer eines Erlanger Zimmerei-Handwerksbetriebs, geboren. Er sollte mit seinem älteren Bruder diese Zimmerei übernehmen und wehrte sich dagegen, im Rückblick erfolgreich.
Da die Eltern sich weigerten, seinen Wunsch, an der Münchener Kunstakademie zu studieren, zu unterstützen, schrieb sich Kirchner, vorerst 1923–1924, an der Universität Erlangen für Kunstgeschichte ein. Die Eltern mussten aber feststellen, dass der Student Kirchner nicht seine Vorlesungen besuchte, sondern bei einem Schreiner eine Lehre angefangen hatte. Sie stellten ihm zur Bedingung, er solle sich zuerst zum Zeichenlehrer ausbilden lassen, was er an der technischen Universität München erfolgreich 1931 absolvierte, um anschließend an der Akademie der bildenden Künste in München zu studieren. Er wurde Meisterschüler bei Hermann Hahn, zusammen mit dem 10 Jahre älteren Fritz Wrampe 1928. Sie teilten sich ein Atelier.
Zwischenzeitlich besuchte er 1926–1927 die École nationale supérieure des beaux-arts und vor allem die Académie Julian in Paris. Die Technik des Bronzegusses im Wachsausschmelzverfahren, eine uralte Technik, die weitgehend in Vergessenheit geraten war, zumindest in ihren unmittelbaren handwerklichen Prozessen, erwarb er sich autodidaktisch.
1931 unternahm er zusammen mit Wrampe und dem Maler Max Schöfer (1895–1966) eine Studienreise nach Italien.
1932 beendete er sein Studium, bekam eine Anstellung als Erzgießer in der Gießwerkstatt der Akademie, es folgte die Einrichtung einer Abteilung für den Bronzeguss im Wachsausscheidungsverfahren. Ab 1937 besserten sich seine finanziellen Rahmenbedingungen.
Nach Ende des Studiums 1932 wurde Kirchner Leiter der Werkstätte für Bronzeguss an der Akademie der Bildenden Künste München, wo er bis 1970 lehrte. Nach Wrampes Tod 1934 besorgte er die Verwaltung von dessen künstlerischem Nachlass.

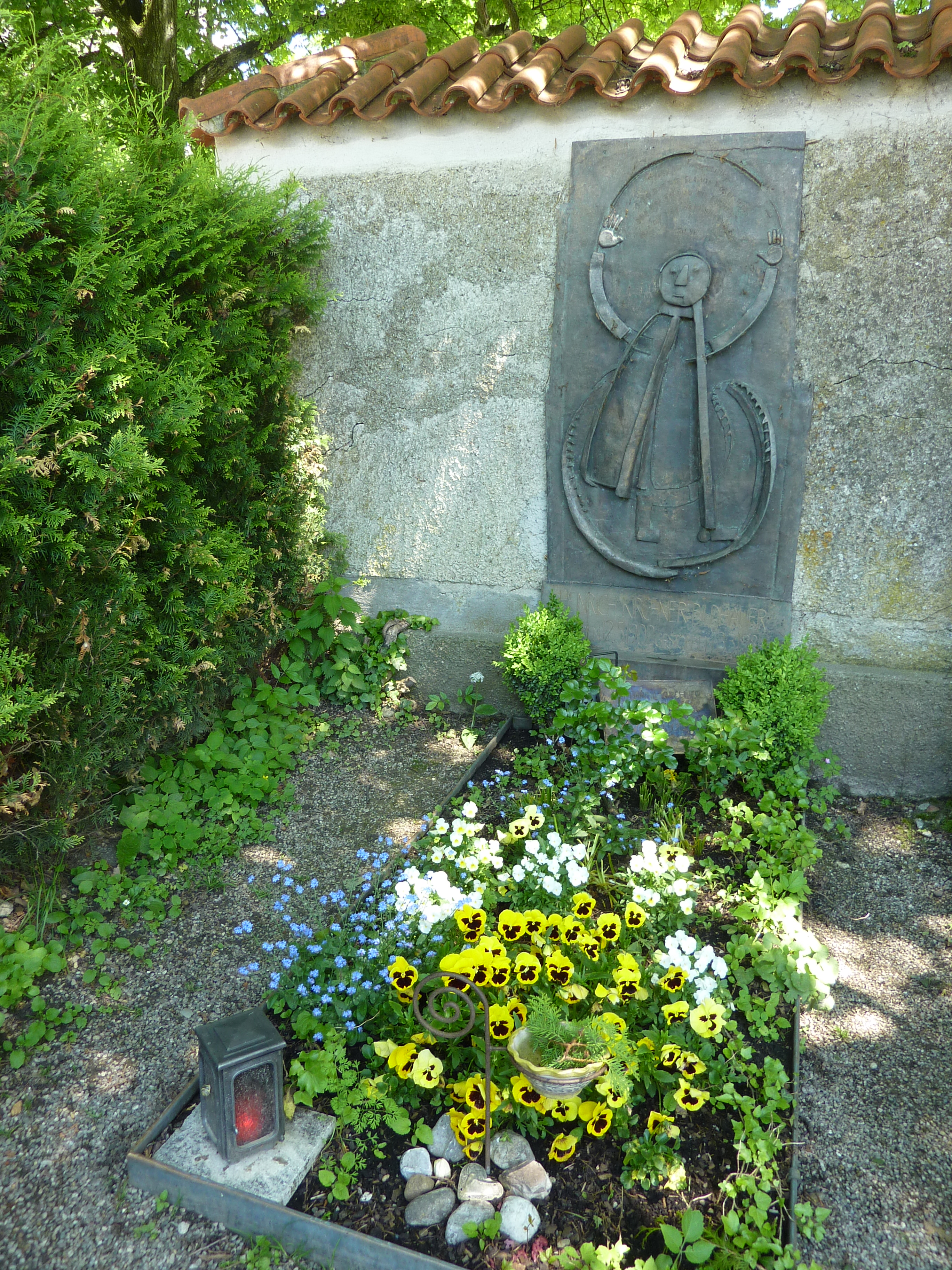
Grab von Heinrich Kirchner

Ab 1952 hatte er an der Münchner Akademie eine Professur inne. Im Jahr 1959 war Heinrich Kirchner Teilnehmer der documenta II in Kassel.
Nach seiner Emeritierung 1970 zog er mit seiner langjährigen Assistentin, der Künstlerin Katharina Klampfleuthner-Kirchner, die er nach dem Tode seiner ersten Frau Margarethe 1975 heiratete, nach Pavolding, wo er sich einen alten Bauernhof, den sogenannten „Fischerhof“ des Klosters Seeon, 1958 gekauft und seitdem ausgebaut hatte.
Er starb am 3. März 1984 nach kurzer schwerer Krankheit und wurde auf Frauenchiemsee begraben.
Aus der Ehe mit Margarete Rasche gingen vier Kinder hervor, zwei von ihnen starben kurz nach der Geburt. Das Erwachsenenalter erreichten: Sohn Fritz (* 1935) und Tochter Michaela (* 1942).

## Werk
Bekannt wurde er durch seine in der Form stark vereinfachten Menschen- und Tierplastiken aus Bronze. Während der Zeit des Nationalsozialismus hatte er anfangs Erfolge. So bekam er den Auftrag, den über 3,5 m großen Adler für den neuen Frankfurter Flughafen zu gießen, eine große Ehre und Aufgabe für einen jungen Künstler. Er schloss sich dennoch nie der nationalsozialistischen Bewegung an und wurde nie Parteimitglied.
Besonders durch seine Werke aus der Nachkriegszeit wurde er als christlicher Künstler bekannt. Die Stadt Erlangen richtete zu Ehren Kirchners unter dem Oberbürgermeister D. Hahlweg einen Skulpturenpark im Burgberggarten ein. Dieser wurde von ihm selbst mitgestaltet und zu seinem 80. Geburtstag 1982 eingeweiht. Auch die Gemeinde Seeon-Seebruck hat, unter Bürgermeister Glück, mehrere Großplastiken angekauft und in Seebruck ein eigenes Museum eingerichtet.
Heinrich Kirchner war Mitglied im Deutschen Künstlerbund und ab 1956 Mitglied der Akademie der Künste, Berlin.
Nach ihm ist die „Heinrich-Kirchner-Schule“ in Erlangen sowie die dortige „Heinrich-Kirchner-Straße“ im Stadtteil Büchenbach benannt.

## Werke im öffentlichen Besitz (Auswahl)

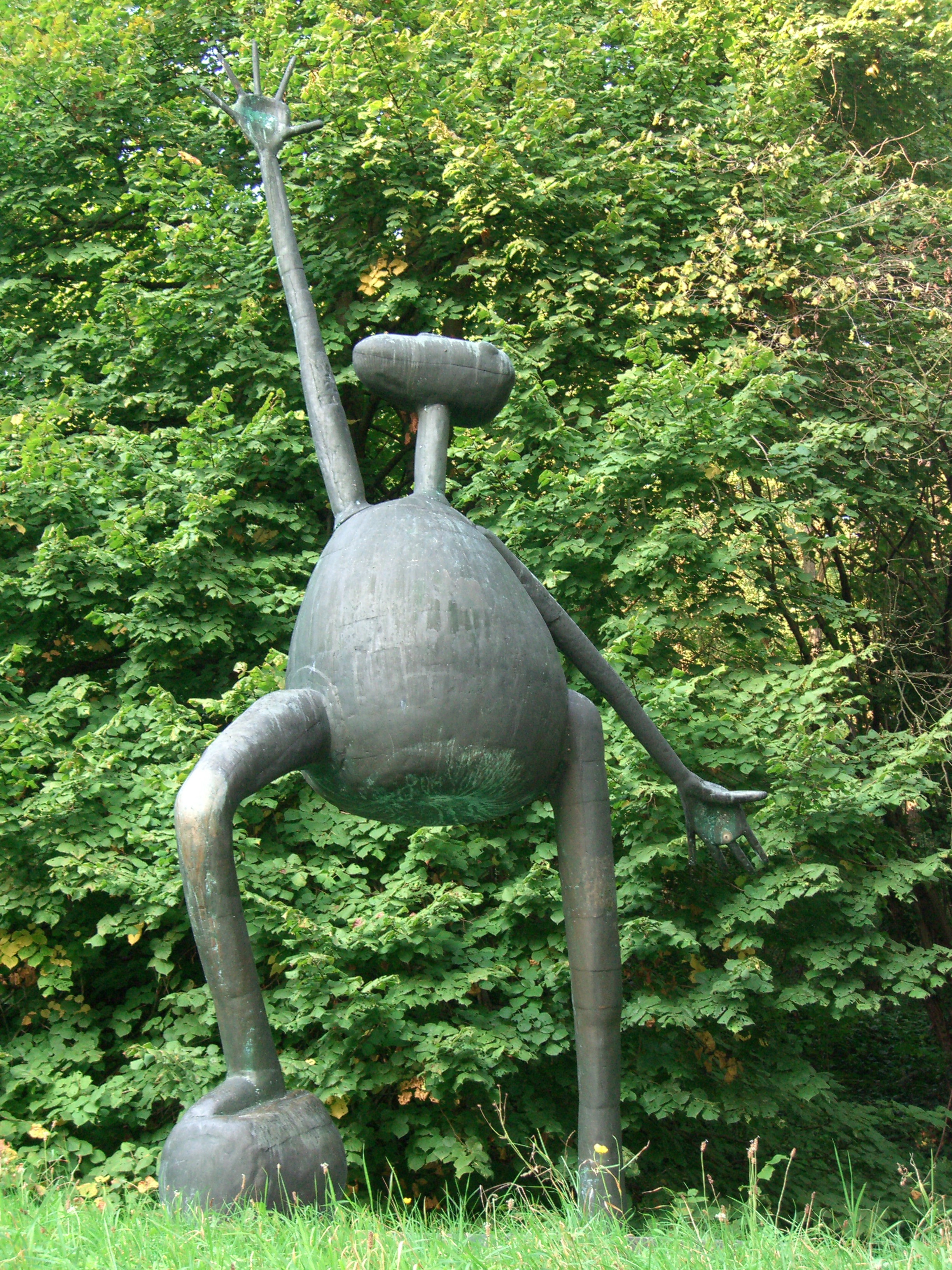
„Prometheus“ im Burgberggarten in Erlangen

### Museen
- Nationalgalerie, Berlin-West
- Kunsthalle Bielefeld
- Kunsthalle Bremen
- Hessisches Landesmuseum Darmstadt
- Städtische Sammlung, Erlangen
- Städelsches Kunstinstitut, Frankfurt
- Diözesanmuseum Freising
- Hamburger Kunsthalle
- Sprengel-Museum, Hannover
- Kunsthalle zu Kiel
- Museum Ludwig, Köln
- Bayerische Staatsgalerie, München
- Staatliche Graphische Sammlung München
- Städtische Galerie im Schloss Oberhausen
- Von der Heydt-Museum, Wuppertal

### Öffentlicher Raum
- Greifenberg/Ammersee (Kirche)
- Erding (Pfarrhaus)

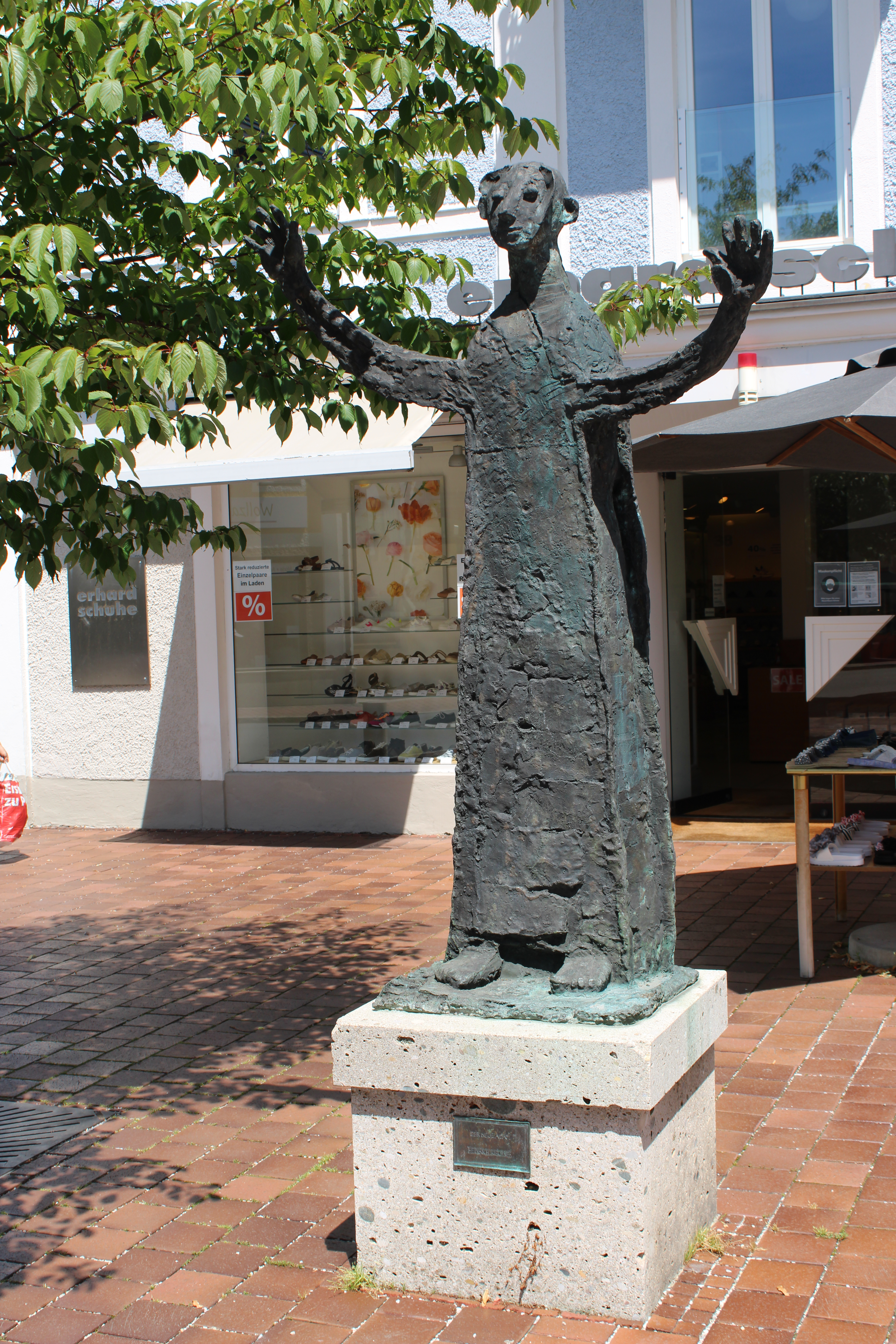
- Der Neue Adam, Prien am Chiemsee

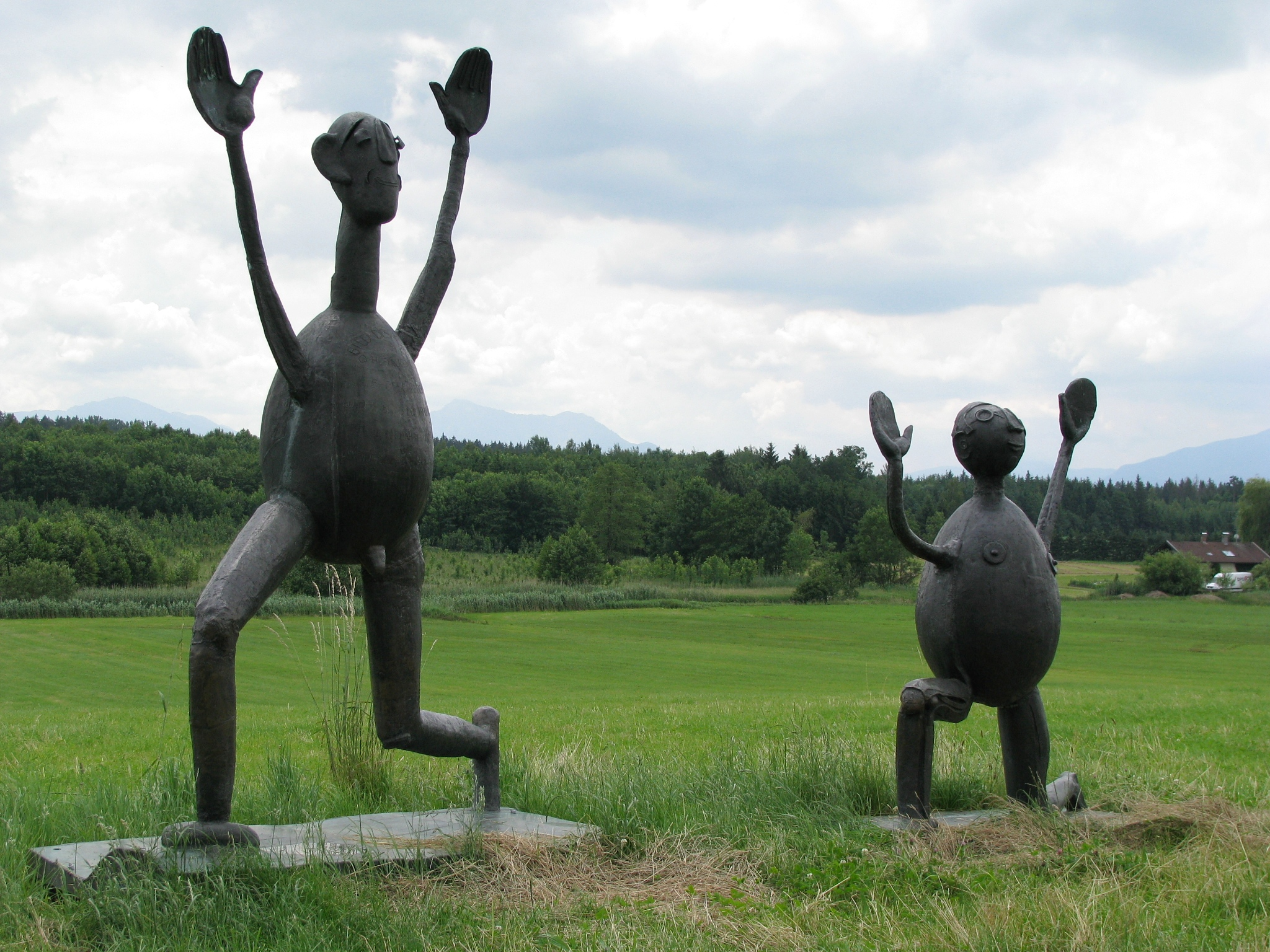
Teil einer Skulpturengruppe in Pavolding im Juni 2009

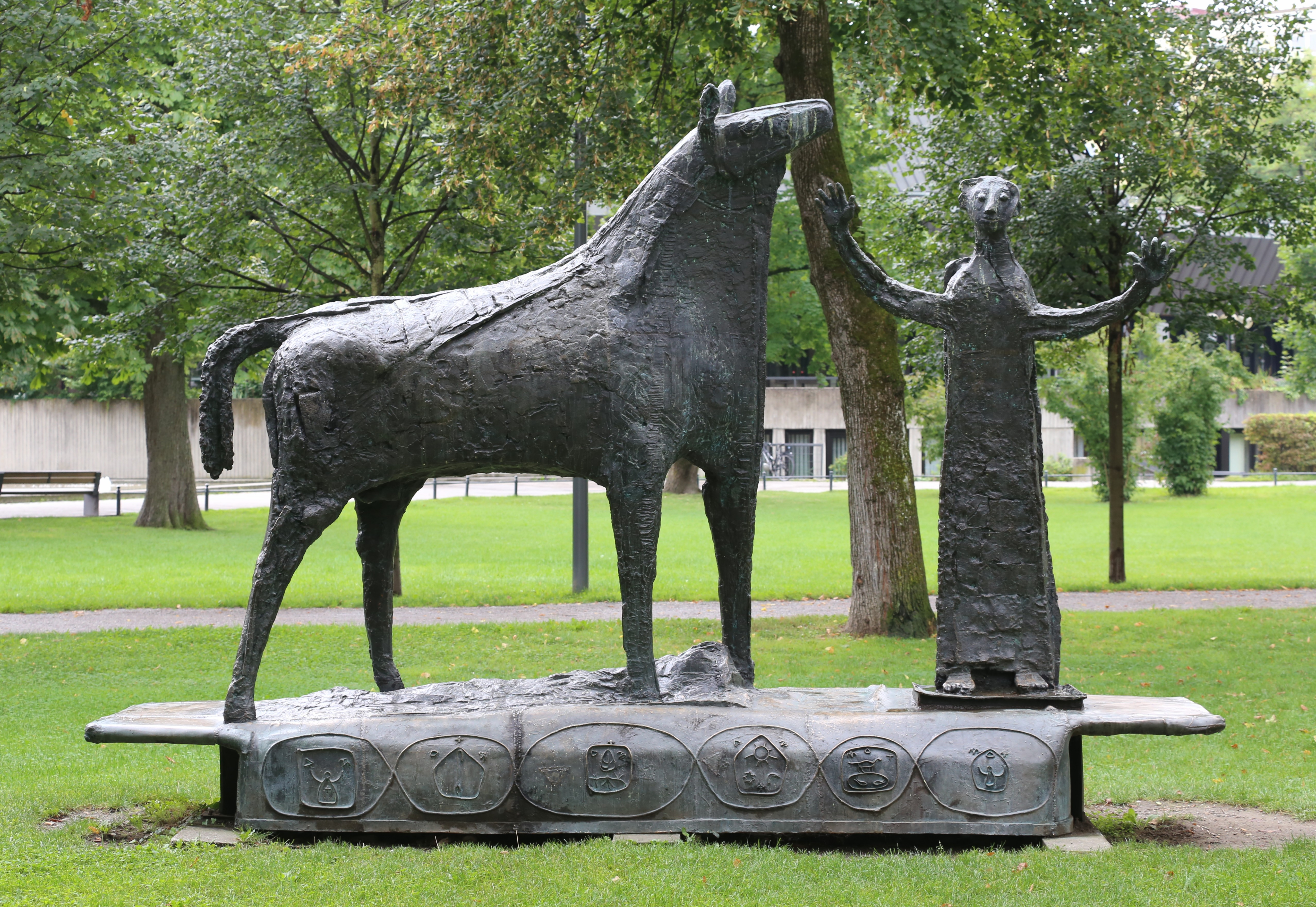
Der 7. Schöpfungstag, 1963, Bronze; Salingarten, Rosenheim

- München (Anton-Fingerle-Zentrum, Erzbischöfliches Ordinariat, St. Johann von Capistran, Cosimapark)
- Rosenheim, Salingarten
- St. Ottilien (Klosteranlage)
- Traunstein (Altersheim)
- Trostberg (Krankenhaus)
- Ensdorf, Saarland, Marienpark Hasenberg, Oberkapelle, Plastik „Mutter-Königin zeigt Jesus, den Christus“ (1955) und Unterkapelle, Plastik „Pietà“ (1956)[7]
- Erlangen (Skulpturengarten am Burgberg)
- Büchenbach (Schulen, Kirche)
- Kassel
- Rattenbach (Niederbayern)
- Regensburg
- Rohrbach (Niederbayern)
- Prien am Chiemsee (Fußgängerzone)
- Seeon/Essbaum (Kreisverkehr)
- Seebruck (Chiemseeradweg)

## Auszeichnungen
- 1949: Förderpreis für Bildende Kunst der Landeshauptstadt München
- 1967: Bayerischer Verdienstorden[6]
- 1975: Goldener Ehrenring der Stadt Erlangen